# Varanus kingorum
Varanus kingorum є невеликим видом варанів родини Varanidae. Батьківщиною виду є Австралія. V. kingorum є ендеміком північно-західної частини Північної території та прилеглої північно-східної частини Західної Австралії. Королівський варан належить до підроду Odatria.

## Етимологія
Видова назва, kingorum (родовий відмінок множини), — на честь австралійського еколога канадського походження Річарда Денніса Кінга (1942–2002) та австралійського генетика Макса Кінга (народився в 1946 році), вшановуючи їхній внесок у розуміння австралійських варанідів.

## Середовище існування
Varanus kingorum мешкає на скелястих відслоненнях регіону Кімберлі та прилеглих територій. Зазвичай він зустрічається на ділянках з відшаруваннями скель або на схилах із відкритими чагарниками та чагарниками, де валуни та оголення створюють його необхідне мікросередовище. V. kingorum також зустрічається на луках.

## Опис
V. kingorum є одним із найменших видів свого роду, досягаючи загальної довжини (включно з хвостом) до 40 см. Він червонувато-коричневого кольору з чорною сіткою в молоді, яка з віком руйнується, утворюючи темні плями. Маленькі чорнуваті плями з’являються на більшій частині темної верхньої частини тіла, а також на горлі та біля отвору на тлі кремового кольору нижньої частини тіла.

## Поведінка
V. kingorum ховається в діри, тріщини в скелях і маленькі ущелини, коли до нього наближаються, будучи надзвичайно сором'язливим.
Цей вид має довгий хвіст, який іноді використовується, щоб висунути здобич із тісних, недоступних щілин. Таку поведінку демонструють як дорослі особини, так і дитинчата, що вилупилися, і тому вона швидше інстинктивна, ніж навчена.

## Розмноження
V. kingorum є яйцекладним. Інкубаційний період яєць коливається від 89 до 126 днів при температурі 29 +/- 2 °C.

## Дієта
Виявляється, V. kingorum харчується виключно комахами, включаючи сарану, термітів і яйця комах.